# قائمة فنادق اليابان

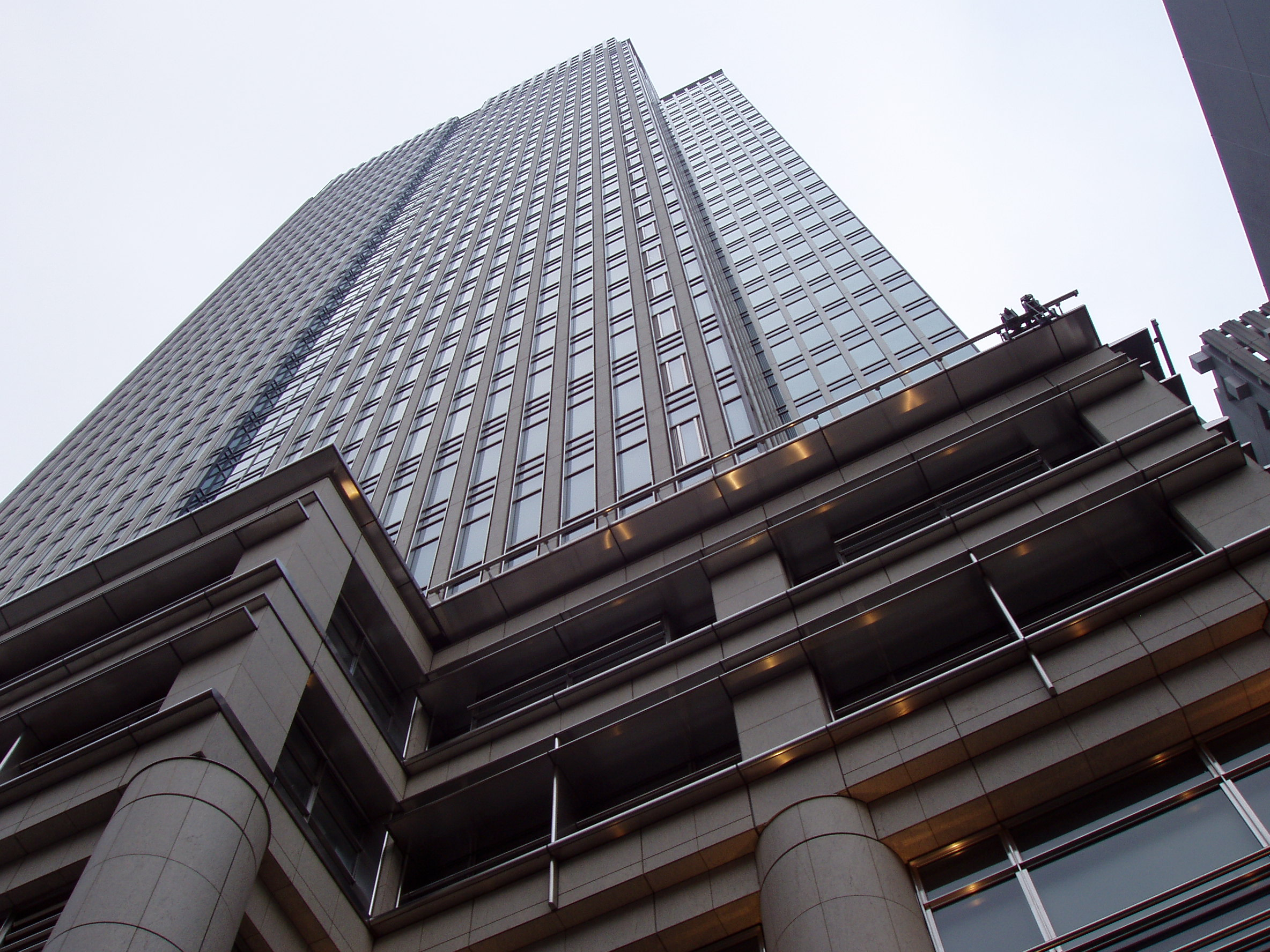
فندق ماندارين أورينتال، طوكيو

الفندق  (الجمع: فنادق) أو النُزُل  (الجمع: أنزال) هو مسكن يسكن فيه الشخص لوقت قصير مقابل أجر، مؤثث مفروش وقد يكون مزوداً بأجهزة منزلية ووسائل راحة وترفيه؛ مع توفير خدمات الطعام والنظافة والصيانة وغيرها.

## قائمة فنادق اليابان
تحتوي هذه القائمة على أسماء فنادق في اليابان.
- فنادق الكبسولة

- هوشي ريوكان
- بينينسيولا طوكيو
- فندق ماندارين أورينتال، طوكيو